# グレン・シールの戦い
グレン・シールの戦い（グレン・シールのたたかい、スコットランド・ゲール語: Blàr Ghleann Seile）は1719年6月10日、スコットランドのハイランド地方のグレン・シールにて、イギリス政府軍（主にスコットランド人）とスペインとジャコバイトの連合軍の間で行われた戦闘。政府軍が勝利し、グレートブリテン島においてイギリス軍と外国軍とが交戦した歩兵戦として最後のものである。1715年ジャコバイト蜂起の継続とみなされることもあるが、実質的には別であり、また1回の戦闘で鎮圧された唯一の蜂起である。ザ・ナインティーン（英: The Nineteen、「19年」の意）とも。2011年の歴史環境改正法により、グレン・シールの戦場はヒストリック・スコットランドに保護されている。

## 背景
1713年のユトレヒト条約の後、フェリペ5世はいくつかの譲歩の代わりにスペイン王として承認された。イギリスはミノルカ島とジブラルタルといったスペイン領を獲得した。イギリスがこれらの島嶼を守りえたのは、イギリス海軍が当時世界で最大規模だったからである。
フェリペ5世がスペインの栄光を取り戻そうとする計画を立てたことは、イギリスとの激しい争いを意味した。フェリペ5世とイタリア出身の助言者ジュリオ・アルベローニ枢機卿は地中海西部で戦役を展開した。1717年、歩兵8,500と騎兵500がバルセロナから出航、サルデーニャ島を容易く占領した（スペインによるサルデーニャ侵攻）。翌年にはスペイン軍3万8千がシチリア島に侵攻した。
イギリス政府は1718年8月11日に行動した。スペインによるユトレヒト条約違反を指摘すると、王立海軍はシラクサ近くでおきたパッサロ岬の海戦でアントニオ・カスタネータ率いるスペイン艦隊を壊滅させた。スペインは宣戦布告を行い、アルベローニは先手を打ってイギリスで問題を起こし、イベリア半島への攻撃を防ごうとした。

### アルベローニ計画
アルベローニはイギリスの継承争いに介入、ジャコバイトとハイランド地方におけるジャコバイト支持者に加担し、イギリスの王位を不安定なものにし、スペインにより友好的な王と議会を作ろうとした。
元の計画は2段階あった。
1. 第10代マーシャル伯爵ジョージ・キースがスペイン海兵隊（英語版）300人とともにスコットランドに侵入、西部の氏族を糾合していくらかの土地を占領する。ただし、これはイギリス軍の注目をそらすためのフェイントだった。
2. 第2代オーモンド公ジェームズ・バトラー（イギリスの軍人で、このときはスペインへ追放された）率いる艦隊27隻と兵士7千がジャコバイトの多いサウス・ウェスト・イングランドかウェールズに上陸する。現地のジャコバイトとの同盟が成立した後、東へ進軍してロンドンを包囲、ジョージ1世を廃位してジェームズ・フランシス・エドワード・ステュアートを即位させる。

オーモンド公はカディスから出航した3週間後の3月29日、フィニステレ岬で嵐に遭い、艦隊が散り散りにされ、ほとんどの船が損傷した。これにより、オーモンド公はスペインの港へ撤退せざるを得なかった（1588年の無敵艦隊と同じような経緯をたどった）。しかし、マーシャル伯爵はすでにスペインのパサイア港から出発してルイス島を占領、ストーノーウェイで軍営を置いた。1719年4月13日、マーシャル伯爵はハイランド地方のロック・アルシュで上陸するが、この「小蜂起」（Little Rising）に参加するハイランド人が予想より少なかった（スペイン軍は現地民に配る兵器として銃2千丁を準備した）。ハイランド人はこの軍勢に不信感を持ち、南部からの報せを待ったのである。そのため、マーシャル伯爵はインヴァネスに進軍できず、アイリーン・ドナン城で大本営を設けた。
スペインのフリゲート2隻は本国へ戻った。スペイン軍にはマッケンジー氏族の長シーフォース卿、マーシャル伯爵、タリバーディン侯爵ウィリアム・マレー、アイルランド人官僚数人が同伴していた。またマッケンジー氏族、マックレイ氏族、ロバート・ロイ・マグレガーが合流した。数日後、軍勢の大半が南へ向かい、ハイランド人を扇動し、アイリーン・ドナン城には40から50人の駐留軍を置いた。ジャコバイトの軍勢はシーフォース卿、ジョージ・マレー卿、およびキャメロン氏族の長ジョン・キャメロン・オブ・ロシールが率いており、その目的はインヴァネスの占領だった。

### アイリーン・ドナン城の占領と破壊
5月のはじめ、王立海軍は偵察のために船5隻を派遣し、うち2隻はスカイ島沖を、3隻はロック・デュイックの隣のロック・アルシュを巡航した。10日朝、ロック・アルシュを巡航した3隻、すなわち44門艦ウスター、44門艦エンタープライズ、20門艦フランバラはロック・デュイックの北側に錨を下ろした。このとき、スペイン軍は蜂起を支援するためにシーフォース卿の住処の1つであるアイリーン・ドナン城に駐留軍を配置した。
その夜、イギリス艦隊は激しい砲撃で援護しつつ、ボートで兵士を上陸させ、軽い抵抗しか受けずに城を占領した。スペイン軍の捕虜はフランバラに乗せられ、エディンバラへ連行された。

## 両軍の軍勢

### ジャコバイト軍
ジャコバイト軍はアイリーン・ドナンから約12マイル進軍しており、グレン・シールの狭間まで進んだ。この狭間では山の尾根が谷をほぼ遮ったため防御に適しており、ジャコバイト軍は大急ぎで陣地を要塞化したことで防御が更に強化された。通り道にはバリケードが設置され、川の北側では山に沿って塹壕が構築された。下記の軍勢を含む本軍はこの塹壕に配置された。
- キャメロン氏族150人。指揮官は氏族長のキャメロン・オブ・ロシール。
- スペインからのガリシア連隊200人。指揮官はニコラス・デ・カストロ・ボラーニョ大佐とマッキントッシュ・オブ・ボーラム（英語版）准将。
- リッドコート連隊150人と志願兵20人。
- マグレガー氏族（英語版）40人。指揮官はロバート・ロイ・マグレガー。
- マッキノン氏族（英語版）50人。
- マッケンジー氏族200人。指揮官はシーフォース卿。マッケンジー氏族は最左翼、スコーア・オウラン（Scour Ouran）側に位置した。また反乱した准将のキャンベル（Campbell）も同伴した。
- マッケンジー氏族200人。指揮官はサー・ジョン・マッケンジー・オブ・クール（Sir John Mackenzie of Coul）。
- マレー氏族（英語版）氏族150人。指揮官はタリバーディン侯爵ウィリアム・マレーとその弟のジョージ・マレー卿（英語版）。川の南岸にある山上に位置した。
- キース氏族（英語版）の兵士。指揮官は氏族長の第10代マーシャル伯爵ジョージ・キース。

### イギリス軍
政府軍右翼の指揮官はクレイトン大佐（Clayton）で、その内訳は下記である。
- ミルバーン少佐（Milburn）率いる擲弾兵150人、およびローレンス中佐（Lawrence）率いるモンタギューの連隊（Montagu's Regiment）。
- ハリソン大佐（Harrison）率いる兵士50人。
- ハッフェル（Huffel）のオランダ人連隊。
- 独立ハイランド中隊（英語版）の3個中隊。フレイザー・オブ・ラヴァット氏族（英語版）、ロス氏族（英語版）、サザーランド氏族（英語版）より派遣された。
- ストラスネイヴァー卿率いる、側面に位置したマッケイ氏族（英語版）80人。

政府軍左翼は川の南岸に配置され、その内訳は下記である。
- リーディング中佐（Reading）率いるクレイトンの連隊（Clayton's Regiment）。
- ジョージ・マンロー・オブ・カルケーン率いる、マンロー氏族（英語版）から派遣された、独立ハイランド中隊100人。
- 竜騎兵と臼砲4門は道路に残された。

## 戦闘
1か月間動き回った後、スペイン軍は6月の初めに、オーモンド公が来ないことを知った。この報せにもかかわらず、ジャコバイト軍は合流して最後の戦闘に備えた。しかし、それでもかろうじて1千人を上回る程度だった。
6月5日、ジョセフ・ワイトマン将軍率いる、イングランド人とスコットランド人兵士を含むイギリス政府軍はインヴァネスから出撃、ジャコバイト軍の進軍を阻止しようとした。政府軍の軍勢は歩兵850人、竜騎兵120人、臼砲4門だった。下士官のジョン・ヘンリー・バスタイドは戦闘の直後に戦場と敵軍の動きの詳しい地図を作成した。彼はその後、長い間工兵を務めた。政府軍は6月10日にロック・デュイックから数マイルしか離れていない、五姉妹山の近くにあるグレン・シールでジャコバイトと対峙した。ガリシア連隊は1つの山の頂上と前を占拠するという有利な陣形を敷き、スコットランド人ジャコバイトは側面にバリケードを設置した。
戦闘は17時から18時の間、政府軍左翼が川の南岸に位置したジョージ・マレー卿の軍勢に向けて前進したときに始まった。政府軍はまず臼砲の砲撃を浴びせ、続いてクレイトンの連隊とマンローの連隊の合計4個小隊で攻撃した。援軍が来ないため、ジョージ・マレー卿は陣地から追いやられ、撤退を余儀なくされた。ジャコバイト軍右翼が追い出されると、ワイトマンは政府軍右翼にジャコバイト軍左翼への攻撃を命じた。
シーフォース卿率いる派遣隊は山腹にある岩群の後ろに布陣した。政府軍からはハリソンの連隊とモンタギューの連隊が出撃した。シーフォース卿は自らの配下ジョン・マッケンジーからの援軍を受けたが、それでも押され、援軍を再度求めた。ロブ・ロイ率いる軍勢が増援に向かったが、到着する前にシーフォース卿の軍勢が敗れ、シーフォース卿自身も重傷を負った。
ワイトマンは自身の軍勢を両側に集中し、臼砲で戦場全体に砲撃してスペイン軍を釘付けにした。続いて、ワイトマンは全軍をジャコバイト軍中央部に集中した。
スペイン正規軍はうまく耐えたが、同盟者の大半に見捨てられたことがわかると、山上へと撤退した。ほかの氏族もこれに従った。
歴史家のピーター・シンプソンによると、戦闘は3時間続いたが、擲弾兵の強さとマンローの独立中隊が政府軍を勝利に導いたという。戦闘開始から3時間たった21時、スペイン軍は降伏し、一方残りのジャコバイトは大逆罪で処刑されることを防ぐために霧の中へと逃げた。
ジャコバイトは武装も補給も足りず、ローランド地方のジャコバイトからの支持が予想を大きく下回ったことがわかると、ジャコバイト軍の士気は低下、蜂起は放棄され、ジャコバイトは各自故郷へと戻った。
戦闘が起こったグレン・シールの山はスグル・ナ・キシュタ・ドゥイアであった。この戦闘で勇敢にたたかったスペイン軍を称えて、スグル・ナ・キシュタ・ドゥイアの衛星峰の1つは「スペイン人の山」（Sgurr nan Spainteach）と名付けられた。

## その後

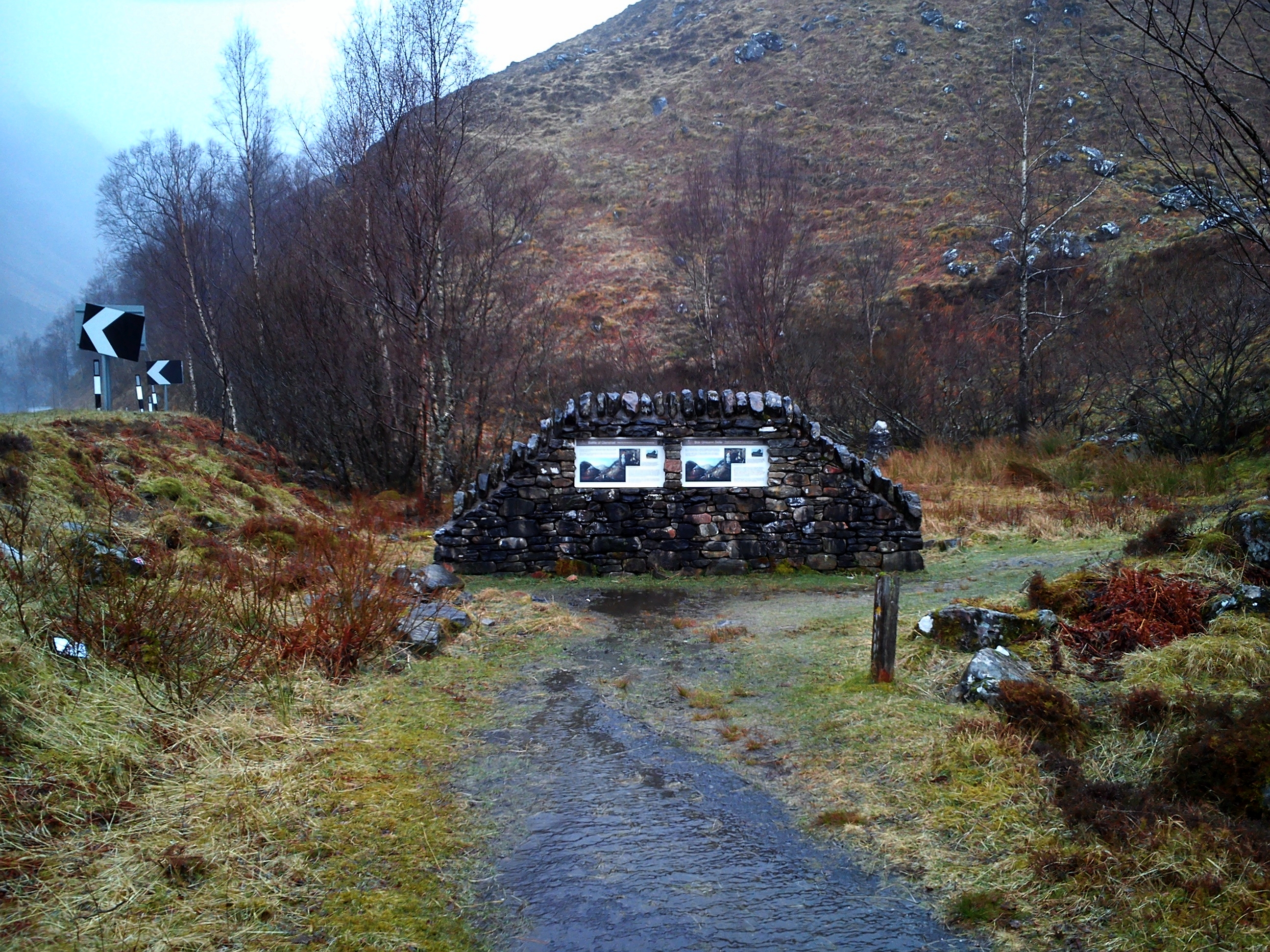
グレン・シールの戦いの記念碑、2015年撮影。

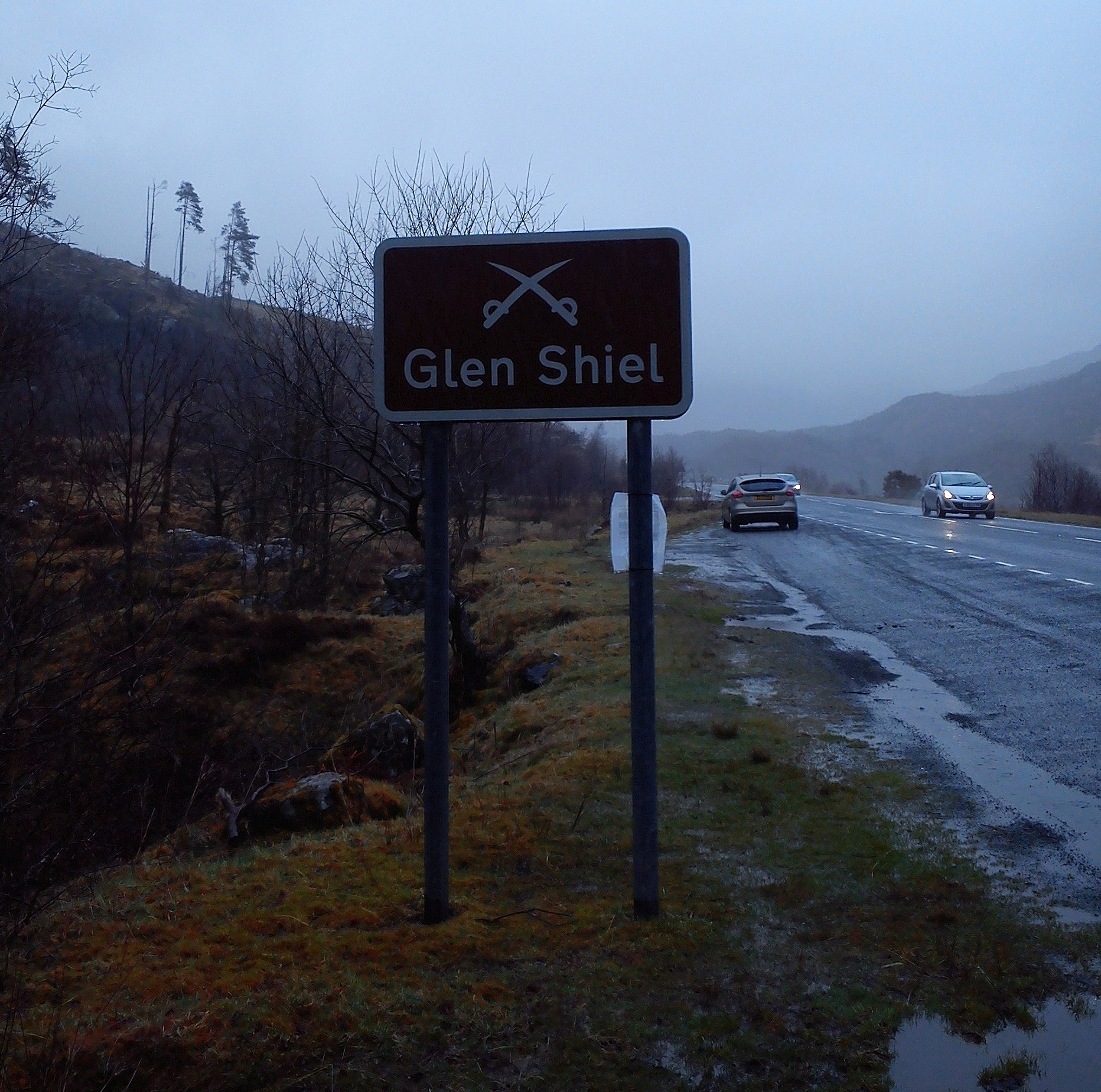
グレン・シールの道標、2015年撮影。

ジャコバイト軍の指揮官のうち、ジョージ・マレー卿、シーフォース卿、マグレガーの3人は重傷を負った。一方、ジョン・キャメロン・オブ・ロシールはハイランドで隠れた後、フランスへ亡命した。キース氏族の長ジョージ・キースとマーシャル伯爵はプロイセン王国へ逃亡、ジョージ・キースの弟ジェームズ・キースはこの戦闘について記述を書いた。キースは後に恩赦されたが、スコットランドへ戻ることはなく、プロイセンの駐仏大使、続いて駐スペイン大使の職についた。スペイン軍の捕虜274人はエディンバラで戦友たちと再会、10月には交渉によりスペインへ戻ることを許された。
政府軍の損害はより軽かった。ジョージ・マンロー・オブ・カルケーンは足をマスケット銃に撃たれたが、生還した。コバム子爵率いる遠征軍は1719年10月にスペイン海岸に派遣され、ビーゴの占領に成功した。